# Edward E. Baptist
Edward E. Baptist (ur. 3 stycznia 1970 w Cambridge w stanie Massachusetts) – amerykański historyk.
W 1992 roku ukończył Georgetown University. W 1997 roku uzyskał doktorat na University of Pennsylvania w Filadelfii. Wykładał na University of Miami, później na Cornell University. Zajmuje się historią Stanów Zjednoczonych w XIX wieku ze szczególnym uwzględnieniem kwestii niewolnictwa.

## Publikacje

### Książki
- Creating an Old South: Middle Florida's Plantation Frontier before the Civil War (2002)
- New Studies in the History of American Slavery (2006, redakcja - wspólnie z Stephanie Camp)

### Wybrane artykuły
- The Migration of Planters to Antebellum Florida: Kinship and Power, "Journal of Southern History". R. 62 (sierpień 1996)
- Accidental Ethnography in an Antebellum Southern Newspaper: Snell's Homecoming Festival, "Journal of American History" R. 84 (marzec 1998)
- ‘My Mind Is To Drown You and Leave You Behind’: ‘Omie Wise,’ Intimate Violence, and Masculinity, w: Crossing the Threshold: Domestic Violence in Early America, red. Christine Daniels, Michael V. Kennedy (1999)
- ‘Cuffy,’ ‘Fancy Maids,’ and ‘One-Eyed Men’: Rape, Commodification, and the Domestic Slave Trade in the United States, "American Historical Review". R. 106 (grudzień 2001)
- The Absent Subject: African-American Masculinity and Forced Migration to the Antebellum Plantation Frontier, w: Southern Masculinities, red. Craig T. Friend, Lorri Glover (2004)
- ’Stol’ An’ Fetched Here’: Enslaved Migration: Ex-Slave Narratives, and Vernacular History, w: New Studies in the History of American Slavery
- Hidden in Plain View: Haiti and the Louisiana Purchase, w: Echoes of the Haitian Revolution in the Modern World, red. Elizabeth Hackshaw, Martin Munro (2008)
- The Slave Labor Camps of Antebellum Florida and the Pushing System, w: A History of Labor in Florida, red. Robert Cassanello (2008)